# 土圍
土圍，是台灣宜蘭縣壯圍鄉的一個傳統地域名稱，位於該鄉北部。相較於今日行政區，其範圍大致為美城村東半部。

## 歷史
台灣清治末期，土圍地區為一街庄，稱為「土圍庄」，隸屬於四圍堡。該庄東邊北段與新發庄為鄰，東邊南段及南邊與古亭笨庄為鄰，西南邊一小段與五間庄為界，西邊為抵美庄、踏踏庄，北邊為車路頭庄。
1901年（日治明治三十四年）11月，廢縣廳改設二十廳，該庄隸屬於宜蘭廳，編入第二區。1905年（明治三十八年）7月，該區改名「四圍區」。1909年（明治四十二年）10月，合併二十廳為十二廳，該庄仍隸屬於宜蘭廳。1920年（大正九年），廢十二廳改設五州二廳，該庄改制為「土圍」大字，隸屬於臺北州宜蘭郡壯圍庄。
戰後壯圍庄改制為壯圍鄉，隸屬於臺北縣，大字亦改制為村。1950年10月，北、基、宜分治，壯圍鄉改隸屬於宜蘭縣。

## 聚落
本地區發展較早的聚落為土圍，在日治期初期的官方地圖上已有記載。此外，本地區尚有美城聚落。

## 交通
縣道192號（大福路三段～二段）是礁溪龍潭至大福的道路，大致以西南—東北走向蜿蜒經過本地區南部及東部邊界地帶北段。由該道路向西南可前往五間、辛子罕、一結南部、大坡龍潭並止於梅洲二路路口，向東北可前往車路頭、大福地區北部並止於省道台2線路口。
鄉道宜6線（土圍路）是林美至車路頭的道路，其東側端點位於本地區東北部邊界點旁縣道192號路口。由此向西北西沿本地區北邊界地帶而行，出西側邊界後可前往茅埔與踏踏邊界、三十九結、七結、十六結、林尾並止於佛光大學叉路路口。
鄉道宜8線（永美路三段～二段）是龍潭至永鎮的道路，大致以西北西—東南東走向轉西北—東南走向經過本地區西南部凸出部分。由該道路向西北西可前往抵美、武暖、四結、大陂龍潭並止於鄉道宜5線路口，向東南可前往古亭笨、十三股北部、三塊厝永鎮並止於省道台2線路口。

## 廟宇
- 美城福德廟（土地祠）